# Agripa Mwausegha
Agripa Mwausegha (ur. 30 czerwca 1956) – malawijski lekkoatleta specjalizujący się w sprincie.
Brał udział w biegu na 400 metrów na Letnich Igrzyskach Olimpijskich 1984, odpadając w eliminacjach.